# Escut del Kazakhstan
L'escut del Kazakhstan, més aviat un emblema que no un escut heràldic, mostra la imatge d'un xanguiraq (la part superior, en forma de cúpula, d'una iurta o tenda tradicional) damunt un fons blau cel, que irradia (en forma de raigs de sol) uns úiqs (els pals per muntar la tenda), tot plegat emmarcat per les ales d'uns cavalls mítics; a la part inferior figura el nom de l'estat, ҚA3AҚCTAH. La forma circular de l'emblema és un símbol de vida i eternitat. El xanguiraq (mot kazakh, Шаңырақ) simbolitza el benestar familiar, la pau i la tranquil·litat.
Un disseny molt similar al del xanguiraq kazakh apareix a la bandera del Kirguizstan, estat veí, element que en kirguís s'anomena tündük (түндүк).
La versió en color de l'Emblema Nacional de la República del Kazakhstan és en daurat i blau cel. L'or correspon al futur clar i lluminós de la població kazakh, mentre que el color blau cel simbolitza l'aspiració a la pau, el consens, l'amistat i la unitat entre els pobles. La imatge reproduïda de l'escut del Kazakhstan, tant se val la mida, ha de correspondre exactament al disseny en blanc i negre de l'estàndard de referència de l'Emblema Nacional que hi ha a la residència del president del Kazakhstan.
Fou adoptat el 4 de juny de 1992 i el disseny és de Zhandarbek Melibekov i Xota Ualikhanov, guanyadors d'un concurs on es van presentar 67 projectes per a l'escut de la nova República.

## Escut antic

Antic escut de l'RSS del Kazakhstan, 1937-1992

L'actual Emblema Nacional va substituir l'escut de la República Socialista Soviètica del Kazakhstan, adoptat el 26 de març de 1937 i basat en el de la Unió Soviètica, amb els símbols comunistes de la falç i el martell i l'estrella roja de cinc puntes, un sol ixent que simbolitzava el futur de la nació kazakh i uns feixos de blat al voltant en representació de la riquesa agrícola. El lema «Proletaris de tots els països, uniu-vos!», hi figurava en kazakh i en rus, així com l'anagrama de la república, KSSR (KCCP en alfabet ciríl·lic).